# Citigroup Centre (Londra)
Il Citigroup Centre è un complesso di edifici a Londra. Ospita la sede EMEA di Citigroup e si trova a Canary Wharf nel Docklands della città. Il centro offre 170'000 metri quadrati di spazio tra due edifici uniti - 33 Canada Square (noto come "CGC1") e 25 Canada Square (noto come "CGC2"). Insieme, entrambi gli edifici formano il complesso Citigroup Centre.
33 Canada Square, o Citigroup Centre 1, è il più piccolo dei due edifici del complesso, progettato da Norman Foster e completato nel 1999, due anni prima del suo "vicino di casa". A 105 metri di altezza, l'edificio si compone di diciotto piani, che sono tutti comunicanti ai loro piani equivalenti a 25 Canada Square. L'edificio è di proprietà di Citigroup ed è stato costruito prima del completamento della estensione della Jubilee Line alla fine del 1999.
Al contrario, il 25 Canada Square, o Citigroup Centre 2, si erge per 200 metri e, accanto alla HSBC Tower (con cui è stato costruito in tandem), è il 4° edificio "comunicante" (cioè unito ad un altro) più alto nel Regno Unito (dietro The Shard, One Canada Square e Heron Tower). Progettato da César Pelli & Associates, la costruzione della torre di 45 piani - intrapresa da Contractors Canary Wharf - iniziò nel 1998 e fu portata a termine nel 2001, con l'affitto dato a Citigroup fin dall'inizio. L'edificio fu acquistato da RBS nel 2004 insieme a 5 Canada Square (affittato a Bank of America) per 1,12 miliardi di dollari. In seguito, il 2 luglio 2007, CGC2 individualmente fu venduto a una impresa formata da Quinlan Private e Propinvest per circa 2 miliardi di dollari. Citigroup paga £ 46.500.000 all'anno in affitto per la torre, generando un rendimento del 4,6% per i proprietari. La facciata orientale di 25 Canada Square fino al 40º piano è configurata per l'utilizzo da parte dei clienti.
Oltre ai principali ingressi sia da Canada Square e Upper Bank Street, il Citigroup Centre è accessibile anche tramite camminamenti sotterranei dal centro commerciale di Canada Place e dalla stazione della metropolitana di Canary Wharf - servita dalla Jubilee Line. Il Centro è anche vicino alle stazioni DLR Canary Wharf e Heron Quays, che forniscono collegamenti con la città, il London City Airport e le zone circostanti.